# NGC 1329
NGC 1329 (również PGC 12826) – galaktyka spiralna (Sa), znajdująca się w gwiazdozbiorze Erydanu. Odkrył ją John Herschel 11 grudnia 1835 roku.